# Amorphophallus rostratus
Amorphophallus rostratus är en kallaväxtart som beskrevs av Wilbert Leonard Anna Hetterscheid. Amorphophallus rostratus ingår i släktet Amorphophallus och familjen kallaväxter. Inga underarter finns listade.